# جتین جونز
جتین جونز (انگلیسی: Gethin Jones؛ زادهٔ ۱۳ اکتبر ۱۹۹۵) بازیکن فوتبال اهل بریتانیا است.
از باشگاه‌هایی که در آن بازی کرده‌است می‌توان به باشگاه فوتبال پلیموث آرگیل و باشگاه فوتبال اورتون اشاره کرد.
وی همچنین در تیم‌های ملی فوتبال نوجوانان، جوانان و زیر ۲۱ سال ولز و بزرگسالان استرالیا بازی کرده‌است.